# Tomasz Radzinski
Tomasz Radzinski (Poznań (Polen), 14 december 1973) is een Canadees voetbalbestuurder en voormalig voetballer van onder meer RSC Anderlecht en Everton FC.

## Clubcarrière
Hij begon zijn carrière in Canada bij de North York Rockets. Daarna speelde hij bij Roma Wolves, waar hij werd weggeplukt door Germinal Ekeren. Na vier seizoenen (waaronder een bekerwinst) nam RSC Anderlecht de kleine en snelle Canadees over, waar hij drie seizoenen speelde en zeer succesvol was. Hij vormde er een gouden duo met Jan Koller.
Na enkele opvallende prestaties in de UEFA Champions League, met onder meer twee goals tegen Manchester United, merkten Engelse scouts hem op, en voor een recordbedrag - voor een Canadese voetballer - verhuisde hij van RSC Anderlecht naar Everton.
In 2004 verhuisde hij naar Fulham uit Londen waar hij drie seizoenen speelde. In augustus 2007 trok hij naar Skoda Xanthi in Griekenland. In augustus 2008 keerde hij terug naar België, en tekende een contract voor een jaar met één jaar optie bij Lierse SK in de Tweede Klasse. Deze optie werd gelicht door Lierse en op vrijdag 3 juli 2009 werd het verlengd verblijf van Radzinski bevestigd. Op het eind van het seizoen 2010/11 moest Radzinski vertrekken bij Lierse. Eind januari 2012 tekende hij een contract bij tweedeklasser KVRS Waasland - SK Beveren, maar de optie in zijn contract werd niet gelicht na de promotie van Waasland-Beveren op het eind van dat seizoen. Op 5 oktober 2012 kondigde hij zijn afscheid als profvoetballer aan, omdat hij geen nieuwe club meer vond.
Na zijn actieve loopbaan als voetballer was hij onder andere technische directeur bij Lierse.

## Statistieken
| Seizoen                                         | Club             | Competitie     | Wedst | Goals |
| ----------------------------------------------- | ---------------- | -------------- | ----- | ----- |
| 1994/95                                         | Germinal Ekeren  | Eerste klasse  | 28    | 6     |
| 1995/96                                         | Germinal Ekeren  | Eerste klasse  | 22    | 9     |
| 1996/97                                         | Germinal Ekeren  | Eerste klasse  | 23    | 8     |
| 1997/98                                         | Germinal Ekeren  | Eerste klasse  | 31    | 19    |
| 1998/99                                         | RSC Anderlecht   | Eerste klasse  | 22    | 15    |
| 1999/00                                         | RSC Anderlecht   | Eerste klasse  | 22    | 13    |
| 2000/01                                         | RSC Anderlecht   | Eerste klasse  | 31    | 23    |
| 2001/02                                         | Everton          | Premier League | 27    | 6     |
| 2002/03                                         | Everton          | Premier League | 30    | 10    |
| 2003/04                                         | Everton          | Premier League | 34    | 8     |
| 2004/05                                         | Fulham           | Premier League | 35    | 6     |
| 2005/06                                         | Fulham           | Premier League | 33    | 2     |
| 2006/07                                         | Fulham           | Premier League | 35    | 2     |
| 2007/08                                         | Skoda Xanthi     | Super League   | 21    | 14    |
| 2008/09                                         | Lierse           | Tweede klasse  | 35    | 17    |
| 2009/10                                         | Lierse           | Tweede klasse  | 24    | 16    |
| 2010/11                                         | Lierse           | Eerste klasse  | 30    | 7     |
| 2011/12                                         | Waasland-Beveren | Tweede klasse  | 19    | 17    |
| Totaal                                          | Totaal           | Totaal         | 506   | 210   |
| Tabel voor het laatst bijgewerkt op 29-01-2012. |                  |                |       |       |

## Interlandcarrière
Radzinski speelde ook voor de Canadese nationale ploeg. Hij maakte zijn debuut op 7 juni 1995 in de vriendschappelijke thuiswedstrijd tegen Turkije (0-3). Hij viel in dat duel na 45 minuten in voor Niall Thompson.

## Erelijst
- Kampioen van België: 2x (1999-2000 en 2000-2001, met Anderlecht)
- Beker van België: 1 (1997, met Germinal Ekeren)
- Topschutter in de Belgische eerste klasse: 2000-2001